# Playmate

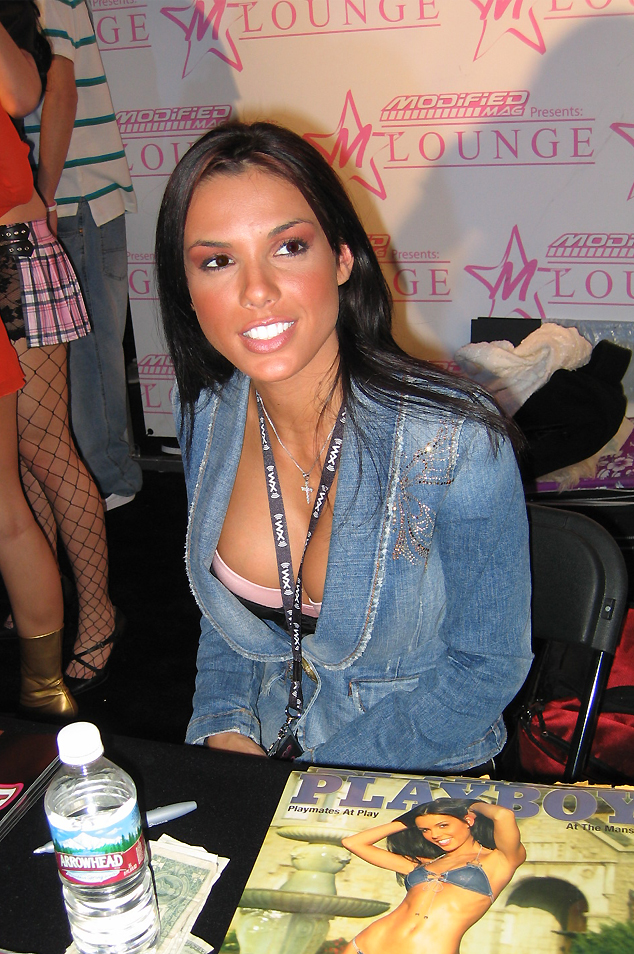
Playmate

Playmate (engl. parteneră de joacă) ea este de fapt o fotografie care prezintă un model de sex feminin ce apare în reviste playboy pentru bărbați. După înființarea revistei playboy în anul 1953, au apărut la început fotografii cu femei îmbrăcate sumar. Datorită succesului în anul 1955 Janet Pilgrim a fost prima playmate, iar în martie 1956 apare Marilyn Monroe pe prima pagină. Prima Playmate of the Month a fost în 1954 Margie Harrison, iar părul pubian se poate vedea în 1971 la Liv Lindeland. Aceste Playmate au constituit ulterior în America între anii 1960 - 2000 subiectul de cercetate al fizionomiei și constituției corporale. Concluzia acestor cercetări a fost că în perioada de crize sociale, asociată cu frica de viitor, femeile mature au o statură mai robustă și șoldurile mai largi. Idealul feminin în prezent sunt femeile cu greutate subponderală, cea ce a atras după sine faptul că foarte multe femei fac dietă extremă și ajung să se îmbolnăvească de boli de nutriție.

## Biblografie
- Gretchen Edgren: Das Playmate-Buch. Alle Playmates aus sechs Jahrzehnten (OT: The Playmate Book ). Taschen-Verlag, Köln [u. a.] 2005, ISBN 3-8228-3977-9
- James K. Beggan und Scott T. Allison: Tough Women in the Unlikeliest of Places: The Unexpected Toughness of the Playboy Playmate. In: Journal of Popular Culture. Band 38, Nr. 5, August 2005.